# Suva Šuma

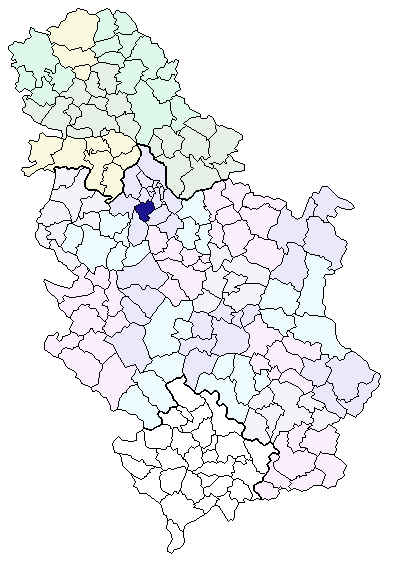
Situation de la municipalité de Barajevo en Serbie

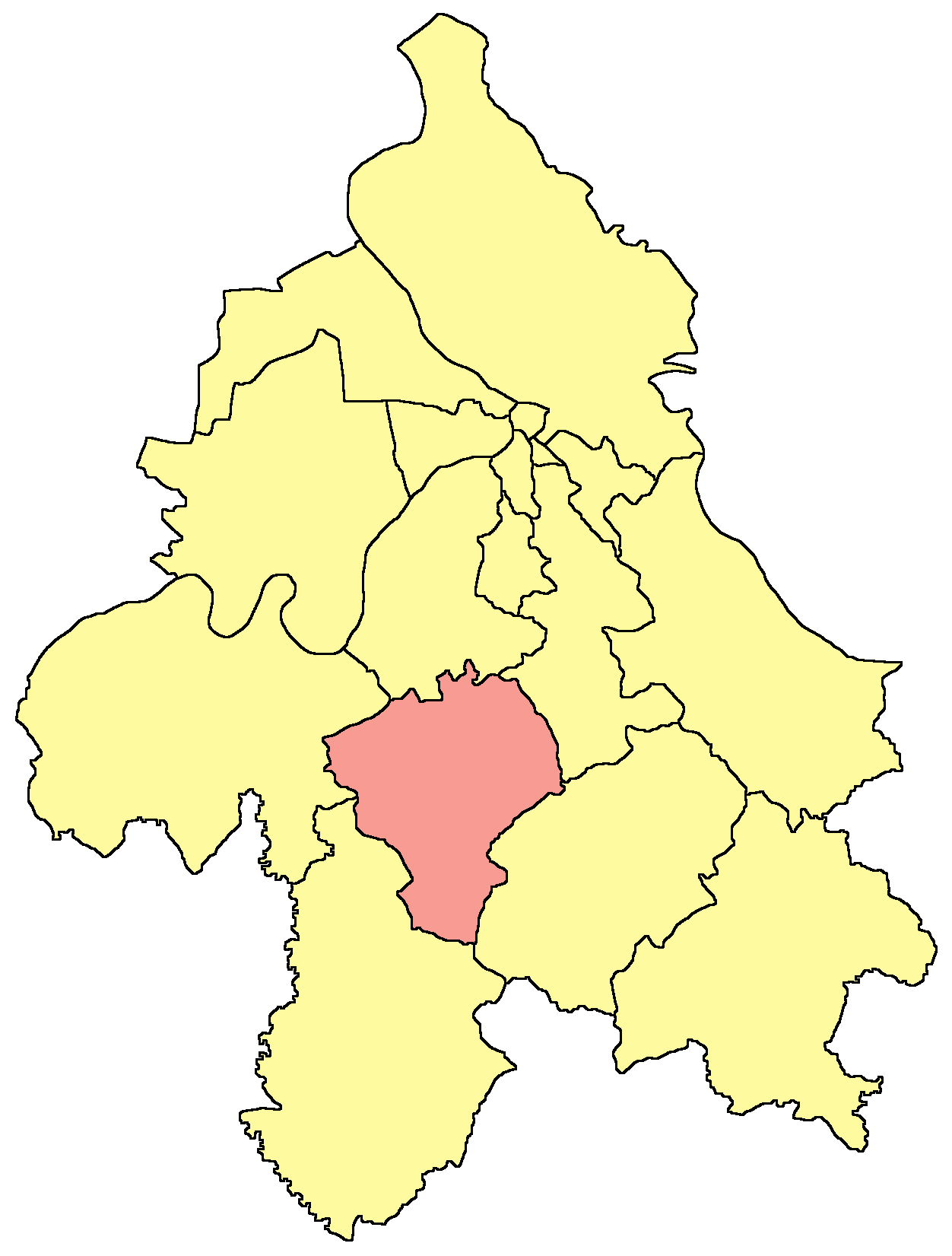
Situation de la municipalité de Barajevo dans le district de Belgrade

Suva Šuma, en serbe cyrillique Сува Шума, est un village de Serbie situé dans la municipalité de Barajevo, district de Belgrade.
Suva Šuma est située dans les faubourgs de Belgrade.